# Eisenberger (Adelsgeschlecht)

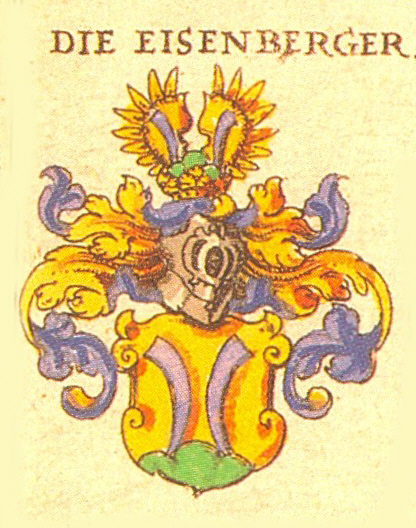
Wappen nach Siebmachers Wappenbuch von 1605

Die Eisenberger (auch Eisenbergk) waren ein hessisches Beamtengeschlecht und standen seit Mitte des 15. Jahrhunderts in Diensten ihrer jeweiligen Landesherren. 1563 in den erblichen Ritterstand erhoben, sind sie schon 1607 im Mannesstamme ausgestorben.

## Geschichte
Die Eisenberger, die anderthalb Jahrhunderte lang unter anderem im Eppsteinischen, später Stolbergischen Amt Ortenberg Keller und Amtmänner stellten, hatten Verbindungen in die Wetterau, den Taunus und nach Kurmainz und heirateten mehrmals in das Frankfurter Patriziat ein. Die männlichen Mitglieder wurden 1563 in den erblichen Ritterstand – von Eisenberg – erhoben. Die Ehepartner stammten durchweg aus Amtsfamilien, Niederadel oder Patriziat. Nach rund 150 Jahren erfolgreicher Familiengeschichte starben die Eisenberger 1607 im Mannesstamme infolge der Pest aus.
Auch Johann Wolfgang von Goethes Vorfahren entstammen der Amtsfamilie Eisenberger.
Der Chronist schreibt:
„…Die Eisenberger hätten bereits im 14. Jahrhundert dem Hause Habsburg gedient. Das Schloß Eisenberg bei Füssen sei ihre Stammburg, an der es sogar noch ein altes Wappen der Familie gäbe. Eine Linie habe sich über Memmingen nach Worms fortgepflanzt, woselbst sie zur Zeit des Chronisten noch lebten. In Diensten der Herren von Eppstein seien sie, seit jene an der hohe zum Rhein zu wonhafft; sie hätten sich, nachdem sie zuvohr durch kriege verarmet und ins elendt getrieben, wieder hochgearbeitet und sich nun – 1583 – zweieinhalb Jahrhunderte am Vogelsberg und zu Ortenberg aufgehalten. – Festen Überlieferungsboden betritt die Chronik dann mit der Mitte des 15. Jahrhunderts. Seit damals sind die Eisenberger urkundlich mit dem Stammvater Peter I. im Dienste der Herren von Eppstein belegt. Seine Belehnung 1451 und die Erblehen, so 1467 wegen erlittener Kriegsschäden und Gefangenschaft, faßte die Familie als Aufnahme in den Adel bzw. die Bestätigung des in der Chronik reklamierten alten Adels auf…“ (Chronik Eisenberger)
Peter I. (* um 1409; † 25. Mai 1488) war um 1441 Diener des Ortenberger Amtmanns Wiprecht von Rosenbach, von 1451 bis 1459 war er Zentgraf zu Butzbach, 1467 Keller in Butzbach und 1475–1483 Keller in Ortenberg, 1475 wurde er Amtmann in Ortenberg und 1480 auch Keller in Lißberg. Er heiratete am 24. Juni 1452 in Butzbach Elisabeth (Elsa) von Buches zu Wasserlos (* um 1415 in Wasserlos † 1495 in Ortenberg), die in erster Ehe vor 1451 mit Cuntze Bils (* 1415 in Nidda, † vor 1452), Rentmeister in Nidda, verheiratet war (Tochter 1. Ehe: Margretha).
Sein erster Sohn Peter II. (* 25. März 1453 in Butzbach; † 1502) war 1480 Zentgraf in Butzbach, 1482–1497 Schultheiß in Gedern, 1490 Burgmann auf Burg Kronberg begründete mit seiner Ehefrau Drude (Eva) Bernshuser († 13. April 1502 in Gedern) die Gederner Linie.
Sein zweiter Sohn Walther (* 17. März 1455 in Butzbach; † um 1513), begann seine Ausbildung bei den Herren von Eppstein am Hof zu
Königstein, erlangte 1472 das Bakkalaureat an der Universität Erfurt, war von 1484 bis 1485 Sekretär Gottfried IX. von Eppstein (Graf zu Diez) (* um 1436, † 24. Dezember 1522) wurde 1488 Keller und am 11. März 1488 Amtmann in Hofheim für 24 Jahre, 1490 Burgmann in Kronberg und ab 1495 Mitglied der Gesellschaft Alten Limpurg Frankfurt. In erster Ehe war er vor 1482 mit Joanna (Genet, Jenet Janette) Gräfin von Toury verheiratet, die im Wochenbett verstarb. Mit der Heirat seiner zweiten Ehefrau Else Siegwein († vor 3. Oktober 1550 in Hofheim) am 14. Oktober 1492 in Hofheim, die aus einer Frankfurter Patrizierfamilie stammte, begründete er die Hofheimer Linie.
Der dritte Sohn Henne (* 1457 in Butzbach, † 19. Juli 1521) besuchte die Schule in Frankenberg und Heidelberg, war um 1478 bis 1488 Keller in Isenburg und Keller in Wächtersbach, 1488–1492 Keller in Ortenberg und 1492 auch in Lisberg (hier 1492 Amtsenthebung); 1505–1508 wieder Keller und 1512–1518 Amtmann in Ortenberg, 1490 Burgmann in Kronberg. Am 7. März 1527 heiratete er in Ortenberg Elisabeth von Langsdorf. Mit deren Bruder Engelhart an seiner Seite konnte Henne Eisenberger zahlreiche Kampfhandlungen für sich entscheiden. Henne begründete die Ortenberger Linie.

### Wappenstammbaum der Eisenberger

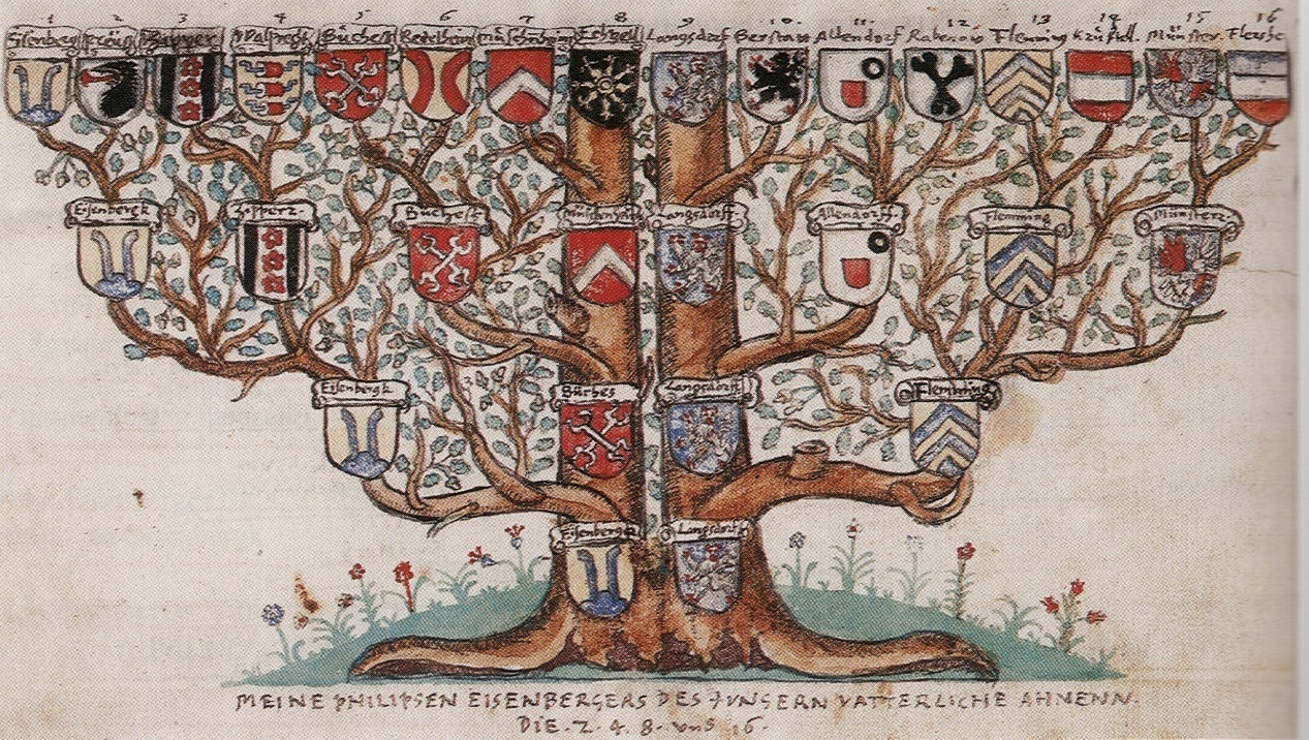

Der Wappenstammbaum des Peter Eisenberger zeigt zwei weitere Generationen bis in die Mitte des 14. Jahrhunderts:

1. Eisenberger 2. Preuß 3. Zippern 4. Walprecht 5. Buches 6. Redelheim 7. Muschenheim 8. Echtzell 9. Langsdorf 10. Berstatt 11. Allendorff 12. Rabenaw 13. Flemming 14. Kruftell 15. Munster 16. Flerßheim
Peter Eisenberger (* um 1350) ⚭ um 1370 mit Gertraud Preuss
1. Peter Eisenberger (* 1375) ⚭ vor 1408 mit Eilchen Zippern, Tochter des N. Zippern (um 1350) und der Jutta Walbrecht (* um 1355)
  1. Peter Eisenberger (* um 1409)

## Stammliste

### Die ersten Generationen

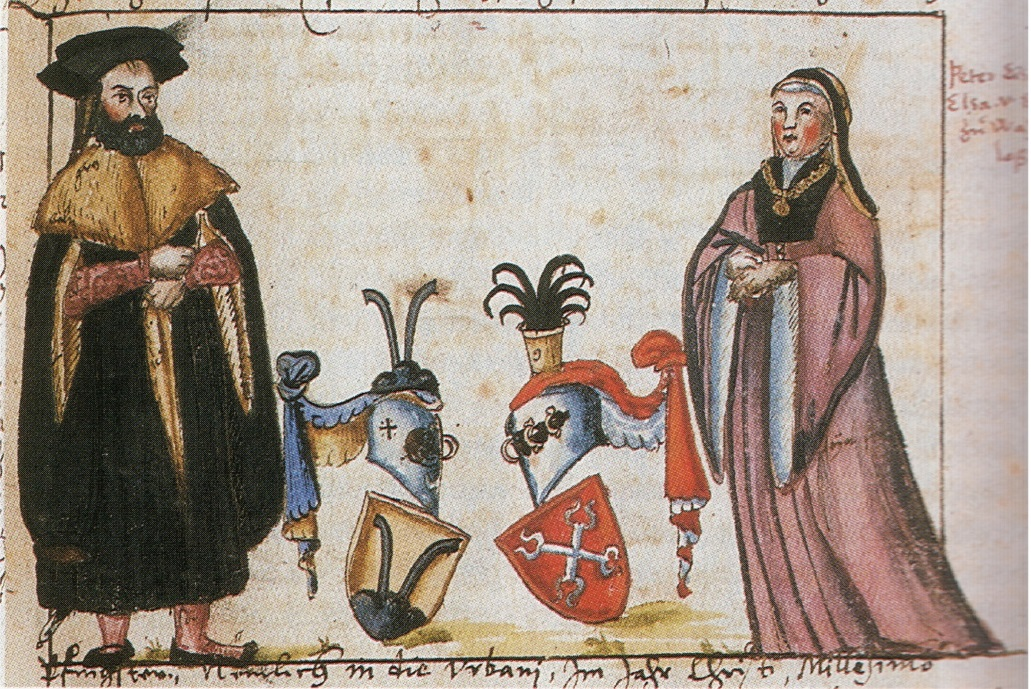
Peter I. Eisenberger und Elsa von Bucheß zu Wasserloß

1. Peter I. (* um 1409; † 25. Mai 1488), ⚭ 24. Juni 1452 in Butzbach mit Elisabeth von Buches zu Wasserlos (* um 1415 in Wasserlos; † 1495 in Ortenberg)
  1. Peter II. (* 25. März 1453 in Butzbach; † 1502) ⚭ Drude (Eva) Bernshuser († 13. April 1502 in Gedern) – Nachkommen siehe unten
  2. Walther Eisenberger (* 17. März 1455 in Butzbach; † um 1513) 1. ⚭ vor 1482 mit Joanna (Genet, Jenet Janette), Gräfin von Toury († 1484), 2.⚭ 14. Oktober 1492 in Hofheim mit Else Siegwein († vor 3. Oktober 1550 in Hofheim) – Nachkommen siehe unten
  3. Henne Eisenberger (* 1457 in Butzbach, † 19. Juli 1521) ⚭ 7. März 1527 in Ortenberg mit Elisabeth von Langsdorf – Nachkommen siehe unten
  4. Elisabeth Eisenberger (* 1459) 1478 und 1499 mit ihrem Mann erwähnt, ⚭ vor 1478 Wiegand Wachsmuth (2. Ehe), 1468 Bürger Ortenberg und Frankfurt, zwischen 1483 und 1489 zeitweise Schultheiß in Ortenberg, 1493–1500 Keller in Ortenberg, 1495 auch Keller in Lisberg 1533 Ortenberg als sein Burgsitz erwähnt
    1. Johann Wachsmuth († 18. Juni 1532 in Tauberbischofsheim, bei Rückkehr vom Reichstag in Regensburg, in der Rott von Kurfürst Albrecht Achilles von Brandenburg)

  5. Gertraudt Eisenberger (* 1461, † 1519 in ihrem Witwensitz bei Gelnhausen) ⚭ 1485 Johann von Buches zu Wasserlos, kinderlos
  6. Balthasar Eisenberger (* 1463, † 1463)
  7. Lysa Eisenberger (* 1465, † 1519 an der Pest) ⚭ Asmus Eigenbroth, ehemals Keller in Butzbach, 1469 Keller in Ortenberg. Zwei Töchter, beide † 1519 mit ihrer Mutter an der Pest.

## Wappen

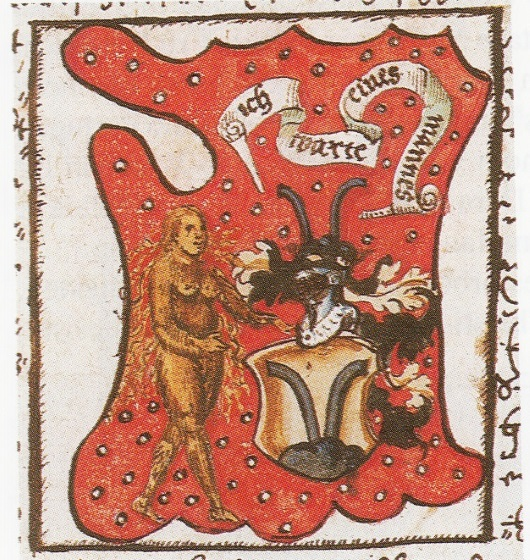
Wappen Eisenberger 14. Jahrhundert

„Das wappenn aber so gemeltte Eisenberger von altters hero gefuhret, und noch fuhren (wie es dieses abgemälts einer altten Tartschen, von Elendts, Fischheutten und anderm zusamen geleimet, welche noch vorhanden, ausweiset.) Ist ein gelber oder goldtfarber schildt, im grundt desselben in drey puheleter blawer oder Lasurfarber berge, der mittler die andern wene uberhohendt, auff jedem, dem vordern und hindern berg Erscheinet eine stäline oder Eisene stangen, jede außwerts einen hacken habendt, auff dem schiltt ein freyer verschloßener Stechhelm, beyderrseits mit blawer oder Lasur, und gelber oder goltfarber decken, sampt einem bund von solchen zweyen underschiedtlichen farben, uf dem Helm, Ober demselben, abermals der dreypuheletter plawer oder Lasurfarber berge, uf dem hindern und vordern ein Eisene stangen mitt außwerts habenden hacken, wie im Schildt gesetzt worden. – Das also darauß eichtlich abzunhemen, dises geschlecht mitt harter muhe und trewen dinsten, sich und die irige in aufnhemen bracht haben, ihr verhaltten auß dem nhamen und gleichformigen wapen abzunhemen und zuerkennen. – Derhalben sie dan auch inmittelst, von wegen ihres wolhaltens in kriegslauffen, und andern Erbaren ubungen, von Romischen Kaysern eines mehren, undt (wie volgt) Rittermeßigen Adelß gewurdiget, das wapen mit fernern Cleinodien gezieret worden, Ihnen daneben auß kaiserlicher Confirmation, und auch eigner bewegung und geschepfftem ericht, gnedigstem wolmeinen, ihres herkommens und Erbaren wandels Testimoniales aller gnedigst mittgetheilett worden seindt.“
In Gold auf grünem Dreiberg zwei blaue Eisenstangen. Helmzier: Dreiberg besteckt mit zwei Eisenstangen (Schildbild).
Neben einem einfachen Schild zeigt das Wappen nach der Nobilitierung 1563 einen Bügelhelm mit Helmdecke (gezattelt), Rangkrone darüber Dreiberg und ein offener Flug belegt mit dem Schildbild. Geistliche Würdenträger (Äbtissin, Prior, Probst) schmückten das Wappen mit einem Krummstab. Die weiblichen Familienmitglieder führten meist nur den Wappenschild.

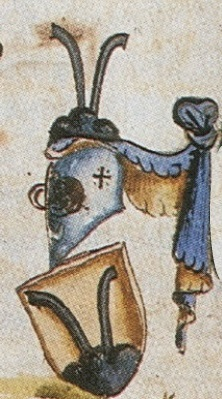
Wappen Peter I. Eisenberger (um 1409–1488)
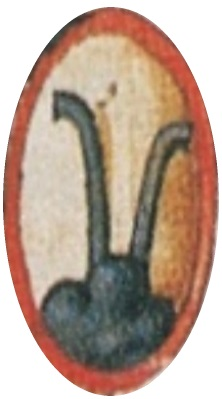
Wappen Walther Eisenberger (1455–um 1513)
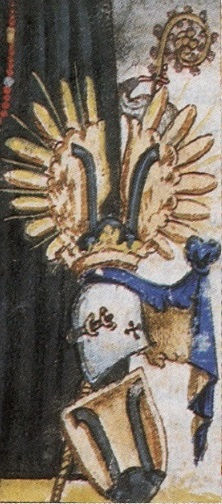
Wappen Anna Eisenberger (1507–1568)
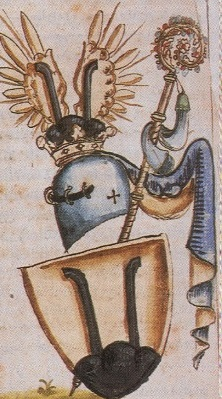
Sebastian Eisenberger (1518–1558)
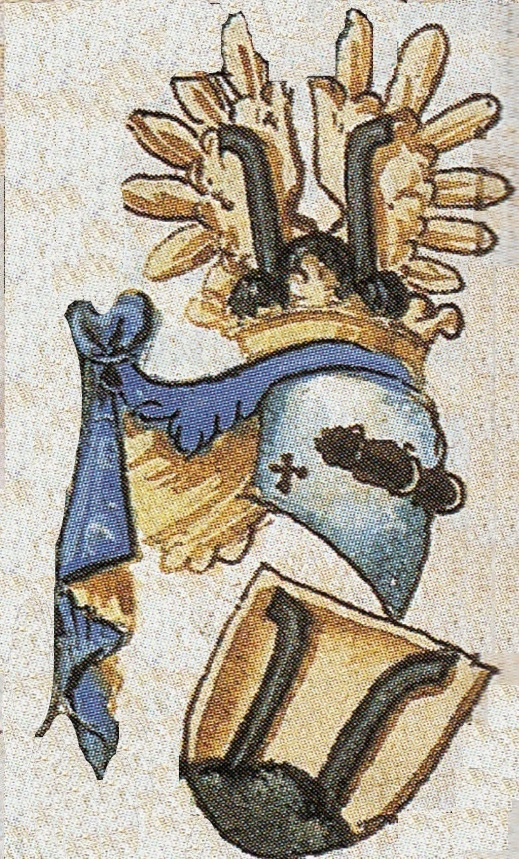
Wappen Dr. Johann Thomas Eisenberger (1532–1575)
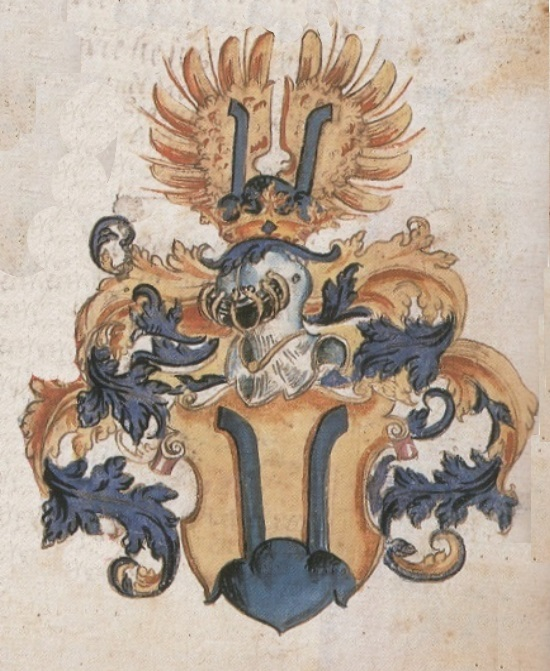
Wappen Philipp Eisenberger d. J. (1548–1607)
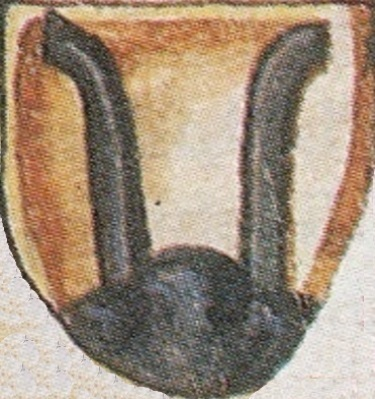
Wappen der weiblichen Mitglieder der Familie